# Serges Blancher
Serges Blancher – francuski zapaśnik walczący w obu stylach. Zajął szóste miejsce na mistrzostwach świata w 1965. Brązowy medalista igrzysk śródziemnomorskich w 1967 roku.